# Good 4 U
«Good 4 U» — песня американской певицы Оливии Родриго, вышедшая 14 мая 2021 года на лейблах Interscope Records и Geffen Records в качестве третьего сингла из дебютного альбома Sour.
«Good 4 U» представляет собой смесь поп-панка, поп-рока, гранжа и тин-поп-музыки. В ней используются электрогитары и ударные, а тексты обращены к бывшему любовнику, который очень быстро ушёл после разрыва отношений. Песня получила признание музыкальных критиков, которые восхищались инструментальной ностальгией по 1990-2000-м годам и бодрящим текстом Родриго. В сопутствующем музыкальном видео Родриго изображена в роли чирлидера, отправляющегося отомстить своему бывшему, визуально намекая на культовые классические фильмы 2000-х годов «Дневники принцессы» и «Тело Дженнифер».
Сингл был на первом месте в Австралии, Великобритании, Канаде, Ирландии, Новой Зеландии, Норвегии, и США (став вторым чарттоппером в США после дебютного сингла Родриго «Drivers License»). Sour стал первым дебютным альбомом в истории, который породил два дебюта номер один в Billboard Hot 100.

## История
Родриго анонсировала свой дебютный студийный альбом Sour 1 апреля 2021 года. «Good 4 U» занял шестое место в трек-листе.10 мая Родриго объявила через свои аккаунты в социальных сетях, что «Good 4 U» станет третьим синглом Sour 14 мая после «Drivers License» и «Deja Vu». Наряду с объявлением, она также показала обложку песни Родриго ранее выложила тизер этой песни в рекламном изображении «Deja Vu».
«Good 4 U» был анонсирован 10 мая 2021 года в качестве третьего сингла из альбома Sour через социальные медиа. Релиз песни состоялся 14 мая. Родриго также сообщила, что 15 мая выступит с этой песней в программе Saturday Night Live.

## Композиция
«Good 4 U» это песня с электро-оттенками поп-панка, поп-рока, гранжа и тин-поп и эмо с интонациями альтернативного рока.
По данным MusicNotes, он написан в тональности фа минор с темпом 85 ударов в минуту. Его инструменты основаны на наборе электрогитар и баса в стиле 1990-х годов. Его куплеты следуют ритму, типичному для R&B.
В августе 2021 года участники группы Paramore певица Хейли Уильямс и гитарист Джош Фарро получили авторские отчисления, поскольку припев был вдохновлён песней Paramore 2007 года «Misery Business». Это оказалось спорным, поскольку многие оспаривали утверждение о плагиате, ссылаясь на то, что это две разные песни с некоторым сходством. Однако позже издание Variety сообщило, что лагерь Родриго контактировал с Уильямс и Фарро до выхода песни, и в итоге им было выплачено от 700 тыс. до 1,2 млн долларов авторских отчислений.
В песне «Good 4 U» Родриго противостоит своему бывшему парню, который очень быстро отошёл от отношений с ней, используя множество язвительных замечаний и напевая: «Ну, молодец / Ты выглядишь счастливым и здоровым, а не я / Если бы ты когда-нибудь поинтересовался / Молодец. Ты отлично справляешься без меня, детка / Боже, как бы я хотела, чтобы я так могла / Я сходила с ума, я проводила ночи / Плакала на полу в ванной / Но ты так равнодушен, я действительно этого не понимаю / Но, думаю, тебе это пойдёт на пользу». Эта песня отличается от предыдущих синглов Родриго, «Drivers License» и «Deja Vu», которые представляли меланхоличную и более медленную эмоцию.

## Отзывы
«Good 4 U» получила признание музыкальных критиков. Томаш Миер из People назвал песню «треком, разбивающим сердце, наполненным гимноподобным поп-роковым звучанием». Роб Шеффилд из Rolling Stone отметил музыкальную многогранность Родриго и отметил влияние Тейлор Свифт в «Good 4 U». Критик Variety Эллиз Шаффер назвала песню «ностальгическим гимном разбитого сердца», вызывающим «трепетное, катарсическое чувство, напоминающее Hole конца 90-х или ранних Paramore, но с более попсовым уклоном». Клэр Додсон из Teen Vogue сказала, что «Good 4 U» — это «чистый поп-панк 2000-х», не считая «нокаутирующего написания песен» Родриго. Додсон нашла голос Родриго универсальным, легко переходящим от одного стиля к другому, как у Свифт в песне «We Are Never Ever Getting Back Together» (2012), к вокалу Аланис Мориссетт и Хейли Уильямс, чтобы стать «чем-то оригинальным». Сидни Баксбаум, написавший для Entertainment Weekly, назвал сингл «поп-панк гимном расставания» и «мгновенным хитом -бэнгером», подчеркнув сходство песни с «Misery Business» (2007) группы Paramore. С ним согласился Халле Кифер из Vulture, назвав песню «злобным треком», напоминающим «Misery Business» в «лучшем из возможных вариантов». Критикуя жанр песни, Крис Моланфи из Slate сказал, что «Good 4 U» — это «рычащий рок-номер», вдохновлённый 2000-ми, добавив, что это «не совсем рок-слеш, ничего такого. Это не альт-рок, скрещённый с мамбл-рэпом, как недавний чарт-топпер „Mood“ от рэперов 24kGoldn и Iann Dior, не гитарный трэп-поп а-ля Post Malone, не инди-рок с крючками в стиле bedroom-pop а-ля последние творения Тейлор Свифт».

## Итоговые рейтинги
| Публикация | Список                     | Ранг | Ссылка |
| ---------- | -------------------------- | ---- | ------ |
| NPR        | The 100 Best Songs of 2021 | 9    | [ 32 ] |
| Genius     | The 50 Best Songs of 2021  | 3    | [ 33 ] |

## Награды и номинации
| Год  | Организация                            | Награда                        | Результат | Ссылка        |
| ---- | -------------------------------------- | ------------------------------ | --------- | ------------- |
| 2022 | Billboard Music Awards                 | Top Hot 100 Song               | Номинация | [ 34 ]        |
| 2022 | Billboard Music Awards                 | Top Streaming Song             | Номинация | [ 34 ]        |
| 2022 | Billboard Music Awards                 | Top Radio Song                 | Номинация | [ 34 ]        |
| 2022 | Billboard Music Awards                 | Top Billboard Global 200 Song  | Номинация | [ 34 ]        |
| 2022 | Brit Awards                            | Best International Song        | Победа    | [ 35 ]        |
| 2022 | Grammy Awards                          | Best Music Video               | Номинация | [ 36 ] [ 37 ] |
| 2022 | iHeartRadio Music Awards               | TikTok Bop of the Year         | Победа    | [ 38 ]        |
| 2022 | iHeartRadio Titanium Awards            | Winning Song                   | Победа    | [ 39 ]        |
| 2021 | Meus Prêmios Nick                      | Challenge Hits of the Year     | Номинация | [ 40 ]        |
| 2021 | Meus Prêmios Nick                      | Video of the Year              | Номинация | [ 40 ]        |
| 2021 | MTV Millennial Awards Brazil           | Global Hit                     | Номинация | [ 41 ]        |
| 2021 | MTV Video Music Awards                 | Best Pop                       | Номинация | [ 42 ]        |
| 2021 | MTV Video Music Awards                 | Song of Summer                 | Номинация | [ 43 ]        |
| 2021 | MTV Video Play Awards                  | Winning Videos                 | Победа    | [ 44 ]        |
| 2021 | Nickelodeon Mexico Kids' Choice Awards | Global Hit                     | Номинация | [ 45 ]        |
| 2022 | NME Awards                             | Best Song in the World         | Номинация | [ 46 ]        |
| 2021 | NRJ Music Awards                       | International Song of the Year | Номинация | [ 47 ]        |
| 2021 | People’s Choice Awards                 | Song of the Year               | Номинация | [ 48 ]        |
| 2021 | People’s Choice Awards                 | Music Video of the Year        | Номинация | [ 48 ]        |

## Коммерческий успех
В США «Good 4 U» дебютировал на первом месте в хит-параде Billboard Hot 100, став вторым чарттоппером Родриго, после 8-недельного лидерства «Drivers License». Sour стал первым в истории дебютным альбомом с двумя песнями, дебютировавшими на вершине, а также третьим альбомом женщины с двумя дебютами синглов на первом месте Hot 100 после Daydream (Mariah Carey, 1995) и Thank U, Next (Ariana Grande, 2019). «Good 4 U» стал также третьим подряд синглом из этого альбома попавшим в десятку лучших top 10 в США.
5 июня сингл вторую неделю возглавлял Streaming Songs, а всего в десятке лучших было 8 песен Родриго: «Deja Vu» (2), «Traitor» (3), «Brutal» (5), «Enough For You» (6), «Happier» (7), «Favorite Crime» (9), «Drivers License» (10), а вместе с «1 Step Forward, 3 Steps Back» (11), «Jealousy, Jealousy» (15), «Hope Ur OK» (19) было восемь дебютов Оливии в верхней двадцатке.
12 июня сингл третью неделю возглавлял Streaming Songs, а на 2-м и 3-м местах были и «Deja Vu» и «Traitor», что позволило Родриго стать первым в истории этого чарта музыкантом, которому удалось две недели подряд занимать верхние три места. Всего сингл пробыл 7 недель во главе Streaming Songs.
В чартах от 7 августа «Good 4 U» 3-ю неделю возглавлял радиочарт Pop Airplay, а «Deja Vu» поднялась с третьего на второе место и таким образом Родриго стала 7-м исполнителем занимавшим первые два места этого хит-парада за всю его историю с 1992 года. Ранее это сделали Ариана Гранде (на одну неделю в феврале 2021 года); Холзи (3, 2019); Игги Азалеа (3, 2014); Pharrell Williams (2, 2013); OutKast (2, 2004); и Мэрайя Кэри (1, 1995). Но Родриго стала первой, кто это сделал сольно без аккомпанирующих исполнителей сразу в двух песнях.
21 августа 2021 года сингл находился на втором месте 11-ю неделю (и одновременно стал № 1 в Radio Songs), что стало повтором рекорда «Exhale (Shoop Shoop)» певицы Уитни Хьюстон (1995—96).
В Великобритании «Good 4 U» собрал более 1 млн стрим-потоков в первые три дня. Он дебютировал на втором месте в Official Singles Chart, став вторым хитом Родриго в top 5, после «Drivers License» и третьим в top-20. По состоянию на июль 2023 года песня «Good 4 U» является самой коммерчески успешной песней Родриго в этой стране, имея тираж 2 100 000 единиц. Песню также прослушали по стримингу в общей сложности 253 млн раз.
В Ирландии «Good 4 U» стал вторым чарттоппером Родриго в Official Irish Singles Chart, вслед за «Drivers License». Все три сингла с Sour вошли в top 10. «Good 4 U» также дебютировал на первом месте в New Zealand Singles Chart и на втором месте в австралийском ARIA Singles Chart, а неделю спустя поднялся на первое место вместе с дебютом альбома Sour на вершине альбомного чарта Австралии. В мае и июне сингл и альбом три недели подряд держали «золотой дубль» (Chart Double).

## Музыкальное видео
Музыкальное видео вышло одновременно с релизом сингла 14 мая 2021 года, режиссёр Petra Collins. В клипе со стихами, наполненными сарказмом, обращёнными к бывшему другу, Родриго играет роль школьного чирлидера, жаждущего мести своему бывшему, своей прошлой страсти. Музыка напоминает Paramore и другие поп-панк-группы.

## Концертные исполнения
Дебютное исполнение «Good 4 U» состоялось 15 мая на телешоу Saturday Night Live. 30 июня 2021 года во время шоу SOUR prom Родриго исполнила песни «Good 4 U», «drivers license», «jealousy, jealousy», «brutal» и «traitor».

## Участники записи
По данным из буклета и сервиса Tidal.
Студии
- Записано в студии Amusement Studios (Лос Анджелес)
- Микширование в SOTA Studios (Лос Анджелес)
- Мастеринг в Sterling Sound (Нью-Йорк)

Персонал
- Оливия Родриго — вокал, автор
- Дэн Нигро — автор, продюсер, звукозапись, бэк-вокал, акустическая гитара, бас, программирование ударных, электрогитара, синтезатор
- Alexander 23[англ.] — продюсер, бэк-вокал, программирование ударных, электрогитара, бас
- Ryan Linvill — ассистент звукорежиссёра
- Mitch McCarthy — микширование
- Рэнди Меррилл — мастеринг

## Чарты
| Чарт (2021)                            | Высшая позиция |
| -------------------------------------- | -------------- |
| Австралия (ARIA)                       | 1              |
| Австрия (Ö3 Austria Top 40)            | 1              |
| Бельгия/Фландрия (Ultratop 50)         | 1              |
| Бельгия/Валлония (Ultratop 50)         | 23             |
| Канада (Canadian Hot 100)              | 1              |
| Чехия (Singles Digitál Top 100)        | 1              |
| Дания (Tracklisten)                    | 1              |
| Финляндия (Suomen virallinen lista)    | 3              |
| Франция (SNEP)                         | 21             |
| Германия (GfK)                         | 1              |
| Мир (Global 200, Billboard)            | 1              |
| Венгрия (Single Top 40)                | 12             |
| Венгрия (Stream Top 40)                | 1              |
| Ирландия (IRMA)                        | 1              |
| Япония (Billboard)                     | 2              |
| Литва (AGATA)                          | 7              |
| Нидерланды (Dutch Top 40)              | 1              |
| Нидерланды (Single Top 100)            | 1              |
| Новая Зеландия (Recorded Music NZ)     | 1              |
| Норвегия (VG-lista)                    | 1              |
| Португалия (AFP)                       | 1              |
| Шотландия (OCC Scotland)               | 1              |
| Сингапур (RIAS)                        | 1              |
| Словакия (Singles Digitál Top 100)     | 1              |
| Испания (PROMUSICAE)                   | 13             |
| Швеция (Sverigetopplistan)             | 2              |
| Швейцария (Schweizer Hitparade)        | 1              |
| Великобритания (OCC UK Singles)        | 1              |
| США (Billboard Hot 100)                | 1              |
| США (Streaming Songs Billboard)        | 1              |
| США (Billboard Adult Contemporary)     | 12             |
| США (Billboard Adult Pop Airplay)      | 1              |
| США (Billboard Dance/Mix Show Airplay) | 16             |
| США (Billboard Pop Airplay)            | 1              |
| США (Mainstream Top 40 Billboard)      | 8              |

| Чарт (2021)                         | Позиция |
| ----------------------------------- | ------- |
| Австралия (ARIA)                    | 6       |
| Канада (Canadian Hot 100)           | 8       |
| Германия (Official German Charts)   | 10      |
| Мир (Global 200, Billboard)         | 9       |
| Великобритания, UK Singles (OCC)    | 2       |
| США, Billboard Hot 100              | 5       |
| США, Adult Contemporary (Billboard) | 32      |
| США, Adult Top 40 (Billboard)       | 10      |
| США, Mainstream Top 40 (Billboard)  | 6       |

## Сертификации
| Регион | Сертификация                | Продажи    |
| --- | --------------------------- | ---------- |
| Австралия (ARIA) | 9× Платиновый               | 630 000    |
| Бразилия (ABPD) | 3× Бриллиантовый            | 480 000    |
| Канада (Music Canada) | 8× Платиновый               | 640 000    |
| Дания (IFPI Danmark) | 2× Платиновый               | 180 000    |
| Франция (SNEP) | Бриллиантовый               | 333 333    |
| Германия (BVMI) | 3× Золотой                  | 600 000    |
| Италия (FIMI) | Платиновый                  | 70 000     |
| Мексика (AMPROFON) | Бриллиантовый+2× Платиновый | 980 000    |
| Новая Зеландия (RMNZ) | 3× Платиновый               | 90 000     |
| Норвегия (IFPI Norway) | 2× Платиновый               | 120 000    |
| Польша (ZPAV) | 2× Платиновый               | 100 000    |
| Португалия (AFP) | 3× Платиновый               | 30 000     |
| Испания (PROMUSICAE) | 2× Платиновый               | 120 000    |
| Великобритания (BPI) | 4× Платиновый               | 2 400 000  |
| США (RIAA) | 7× Платиновый               | 7 000 000  |
| Стриминг |                             |            |
| Центральная Америка (CFC) | Золотой                     | 3 500 000  |
| Греция (IFPI Greece) | Платиновый                  | 2 000 000  |
| Швеция (GLF) | 2× Платиновый               | 16 000 000 |
| Данные о продажах + прослушиваниях приведены только на основе сертификации. · Данные только о прослушиваниях приведены на основе сертификации. |                             |            |

## История выхода
| Регион | Дата        | Формат                     | Лейбл             | Ссылка |
| ------ | ----------- | -------------------------- | ----------------- | ------ |
| Мир    | 14 мая 2021 | Цифровые загрузки стриминг | Geffen Interscope | [ 12 ] |